# Dana Perry
Dana Perry é uma cineasta estadunidense. Venceu o Oscar de melhor documentário de curta-metragem na edição de 2015 pela realização da obra Crisis Hotline: Veterans Press 1, ao lado de Ellen Goosenberg Kent.

## Filmografia
- I Have Tourette's but Tourette's Doesn't Have Me (2005)
- Alive Day Memories: Home from Iraq (2007)
- Crisis Hotline: Veterans Press 1 (2014)